# Beli prekritookec
Beli prekritookec (znanstveno ime Opostega salaciella) je metulj iz družine Opostegaidae, ki je razširjen tudi v Sloveniji.

## Opis in biologija
Odrasli metulji imajo premer kril okoli 10 mm, v Sloveniji pa so aktivni v juniju in juliju.
Gosenice se prehranjujejo na mali kislici (Rumex acetosella).